# Jason Geria
Jason Geria (Canberra, 10 de maig de 1993) és un futbolista australià que juga en la posició de defensa.

## Selecció d'Austràlia
Va debutar amb la selecció d'Austràlia el 2016. Va disputar 1 partit amb la selecció d'Austràlia.

## Estadístiques
| Selecció d'Austràlia | Selecció d'Austràlia | Selecció d'Austràlia |
| Anys                 | Partits              | Gols                 |
| -------------------- | -------------------- | -------------------- |
| 2016                 | 1                    | 0                    |
| Total                | 1                    | 0                    |